# Manú
Manú, właśc. Emanuel Jesus Bonfim Evaristo (ur. 28 sierpnia 1982 w Setúbal) – portugalski piłkarz występujący na pozycji prawego pomocnika.

## Kariera
Rozpoczynał karierę w podlizbońskiej drużynie F.C. Alverca. W 2004 podpisał czteroletni kontrakt z Benficą, lecz był wypożyczany do włoskich klubów Modena i Carpenedolo. Na sezon 2005-06 powrócił do Portugalii i został wypożyczony do klubu Estrela Amadora, któremu pomógł utrzymać się w Primeira Liga występując w 31 meczach i strzelając 7 goli.
W czerwcu 2006 podpisał kolejną czteroletnią umowę z Benficą, w barwach której wystąpił w obu meczach przeciwko Austrii Wiedeń w trzeciej rundzie kwalifikacji do fazy grupowej Ligi Mistrzów. 13 września 2006 wszedł jako rezerwowy w wyjazdowym meczu z FC København. W lecie 2007 interesowały się nim Udinese Calcio i Parma F.C., jednak ostatecznie został wypożyczony na rok do greckiej drużyny AEK Ateny. Po sezonie 2007-08 wrócił do Benfiki i natychmiast został sprzedany, wraz z dwoma innymi graczami, do CS Marítimo. W sezonie 2009-2010 zajął z Marítimo piąte miejsce w lidze (premiowane udziałem w Lidze Europy UEFA).
9 czerwca 2010 roku został zawodnikiem Legii podpisując z tym klubem trzyletnią umowę. Sezon 2010/11 rozpoczął jako gracz pierwszej jedenastki Legii. W sezonie tym zdobył Puchar Polski (w finale strzelił bramkę).
1 stycznia 2012 rozwiązał za porozumieniem stron kontrakt ze stołecznym klubem. Tego samego dnia został zawodnikiem chińskiego Beijing Guo’an.
6 sierpnia 2014 Manú przeszedł testy medyczne i podpisał roczny kontrakt z portugalskim klubem Vitória Setúbal, gdzie gra z numerem 7 na koszulce.

## Sukcesy
Legia Warszawa;
- Puchar Polski – 2010/2011